# Snowfall
Snowfall ou Crack au Québec est une série télévisée américaine créée par John Singleton, Eric Amadio et Dave Andron et diffusée entre le 5 juillet 2017 et le 19 avril 2023 sur la chaîne américaine FX et en simultané sur FX Canada au Canada.
En France, la série est diffusée à partir du 23 novembre 2017 sur Canal+, en Belgique et au Luxembourg à partir du 23 décembre 2017 sur BeTV et au Québec dès janvier 2019 sur Max. Elle reste inédite dans les autres pays francophones.

## Synopsis
En 1983 à Los Angeles, le trafic de cocaïne fait des ravages dans la ville et ce dans toutes les classes sociales. Pauvreté, violence, drogue et prostitution sont l’ADN de la ville, tandis que les inégalités raciales battent toujours leur plein. Les villas luxueuses et la cocaïne hors de prix sont pour les Blancs, les quartiers pauvres et la marijuana sont pour les Noirs et les Latinos. La seule chose qui relie les Blancs et les Noirs est le trafic de drogue.
La série narre le développement du crack dans les quartiers pauvres de Los Angeles et reprend à son compte les allégations d'implication de la CIA dans le trafic de drogue, dans le but de financer les Contras au Nicaragua.

## Distribution

### Acteurs principaux
- Damson Idris (VF : Cédric Lemaire) : Franklin Saint
- Carter Hudson (VF : Sébastien Ossard) : Theodore « Teddy » McDonald
- Sergio Peris-Mencheta (VF : Antoine Tomé) : Gustavo « El Oso » Zapata
- Michael Hyatt (VF : Laure Sabardin (saisons 1-3) puis Isabelle Leprince (saisons 4-6)) : Cissy Saint
- Amin Joseph (en) (VF : Namakan Koné) : Jerome Saint
- Angela Lewis (VF : Jocelyne « Mbembo » Nzunga) : Louanne « Louie » Jones/Saint
- Isaiah John (VF : Jeff Esperansa) : Leon Simmons
- Devyn A. Tyler (VF : Camille Donda) : Veronique Turner (saisons  et 6)
- Gail Bean (VF : Vanessa Van-Geneugden) : Wanda Bell/Simmons (saison 6, récurrente saison 2 à 5)
- Alejandro Edda (VF : Laurent Maurel) : Rubén (saison 6, récurrent saison 5)

Anciens acteurs principaux
- Juan Javier Cardenas (VF : Olivier Augrond) : Alejandro Usteves (saison 1)
- Malcolm Mays (en) (VF : Jhos Lican) : Kevin Hamilton (saisons 1 et 2)
- Filipe Valle Costa (VF : Benjamin Pascal) : Pedro Nava (saisons 1 et 2)
- Emily Rios (VF : Célia Asensio) : Lucia Villanueva (saisons 1 et 2)
- Alon Moni Aboutboul (VF : Gérard Surugue) : Avi Drexler (saisons 1 à 5)
- Marcus Henderson (VF : Eilias Changuel) : Andre Wright (saison 3, invité saison 2, récurrent saison 1)
- Kevin Carroll (en) (VF : Alain Azerot (saisons 1-2) puis Serge Faliu (saisons 3-4)) : Alton Williams (saison 4, récurrent saisons 2 et 3, invité saison 1)

### Acteurs secondaires
Introduits lors de la saison 1
- Reign Edwards (VF : Alexandra Garijo) : Melody Wright (saisons 1 à 3, invitée saison 4)
- Taylor Kowalski (VF : Nicolas Duquenoy) : Robert « Rob » Volpe (saisons 1 à 3, invité saisons 4 et 5)
- Peta Sergeant (VF : Hélène Bizot) : Julia (saisons 1 et 3, invitée saison 2, 5 et 6)
- Michael Ray Escamilla (VF : Jean-Marc Charrier puis Diego Asensio) : Hernan Zapata (saisons 1, 3 et 4, invité saison 2)
- Judith Scott (VF : Laura Zichy) : Claudia Crane (saisons 1 et 2, invitée saison 3)
- Frank Merino (VF : Eilias Changuel) : Memo (saisons 1 et 2)
- Nicholas Bishop (VF : Jean-Marc Charrier) : James Ballard (saison 1, invité saison 2)
- Markice Moore (en) (VF : Geoffrey Loval) : Ray-Ray (saison 1, invité saison 2)
- Craig Tate (VF : Baptiste Marc) : Lenny (saison 1)
- José Zúñiga (VF : Olivier Peissel) : Ramiro (saison 1)
- Carlos Linares (VF : Achille Orsoni) : Mauricio Villanueva (saison 1)
- Justine Lupe (VF : Noémie Orphelin) : Victoria Grelli (saison 1)
- Taylor Kowald (VF : Aurélie Konaté) : Kristen Grelli (saison 1)

Introduits lors de la saison 2
- Scott Subiono (VF : Éric Herson-Macarel) : Tony Marino (saisons 2-3 et 6, invité saisons 4 et 5)
- DeRay Davis (VF : Gora Diakhaté) : DeJohn « Peaches » Hill (saisons 2 à 5, invité saison 6)
- Adriana DeGirolami (VF : Alexandra Ansidei) : Lorena Cardenas / Soledad Caro (saisons 2 et 3)
- Wade Allain-Marcus (VF : Bernard Gabay) : Diego (saison 2, invité saisons 1 et 4)
- Izzy Diaz (VF : Diego Asensio) : Danilo (saison 2, invité saisons 1 et 4)
- Jonathan Tucker (VF : Benjamin Penamaria) : Matt McDonald (saison 2, invité saison 3)
- Marcelo Olivas (VF : Manuel Ulloa Colonia) : Conejo (saison 2)

Introduits lors de la saison 3
- Matthew Alan : Stephen Havemeyer (saisons 3-4 et 6, invitée saisons 2 et 5)
- Melvin Gregg (en) (VF : Diouc Koma) : Drew « Manboy » Miller (saisons 3 et 4)
- Jordan R. Coleman (VF : Mohad Sanou) : Thaddeus « Fatback » Barber (saisons 3 et 4)
- Jesse Luken (en) (VF : Pascal Grull) : Herb « Nix » Nixon (saison 3, invité saison 4)
- Calvin Clausell. Jr (VF : Baptiste Marc) : Bootsy (saison 3, invité saison 4)
- Christian Tappan (en) : Rigo Vasco (saison 3)
- Asjha Cooper (VF : Diane Kristanek) : Eva Walker (saison 3)
- Nate' Jones (VF : Myrddrina Antoni) : Shon-Shon (saison 3)

Introduits lors de la saison 4
- Joey Marie Urbina (VF : Laëtitia Lefebvre) : Xiamara (saisons 4 à 6)
- Evan Allen-Gessesse (VF : Cyrill Yssembourg) : Renny (saisons 4 à 6, invité saisons 2 et 3)
- De'Aundre Bonds (en) : Terrence « Skully » Brown (saisons 4 et 6, invité saisons 3 et 5)
- Taylor Polidore (VF : Diane Kristanek) : Dallas Ali (saisons 4 et 5, invitée saison 6)
- Christine Horn (VF : Daria Levannier) : Beverly « Black Diamond » Young (saisons 4 et 5, invitée saison 6)
- Corr Kendricks (VF : Baptiste Marc) : Cornrows (saison 4, invité saisons 3 et 5)
- Geffri Maya (VF : Julie Mouchel) : Khadijah Brown (saison 4)
- Adriana Mitchell (VF : Amélia Ewu) : Tanosse (saison 4)
- Suzy Nakamura (VF : Brigitte Virtudes) : Irene Abe (saison 4)
- Stephen Ruffin (VF : Rémi Caillebot) : Wilson (saison 4)
- Kwame Patterson : Lurp (saison 4)
- Ezana Alem : Dimehead (saison 4)
- Antonio Jaramillo (VF : Marc Saez) : Oscar Fuentes (saison 4)

Introduits lors de la saison 5
- Brandon Jay McLaren (VF : Eilias Changuel) : Beau Buckley (saisons 5 et 6)
- Tiffany Lonsdale (VF : Josy Bernard) : Parissa (saisons 5 et 6)
- DeVaughn Nixon (VF : Vincent Touré) : Kane Hamilton (saisons 5 et 6)
- Nupeir Garrett (VF : Cyrill Yssembourg) : Ricky (saisons 5 et 6)
- Quincy Chad (VF : Jean-Rémi Tichit) : Deon « Big D » Barber (saisons 5 et 6, invité saison 4)
- Kamron Alexander (VF : Jonathan Gimbord) : Einstein (saisons 5 et 6, invité saison 4)
- DeLaRosa Rivera : Eddie Perez (saison 5)

Introduits lors de la saison 6
- Damien D. Smith (VF : Rody Benghezala) : Top Notch (saison 6, invité saisons 3 et 4)
- Tamara Taylor (VF : Annie Milon) : Cassandra Turner (saison 6)

 Source et légende : version française (VF) sur RS Doublage

## Production

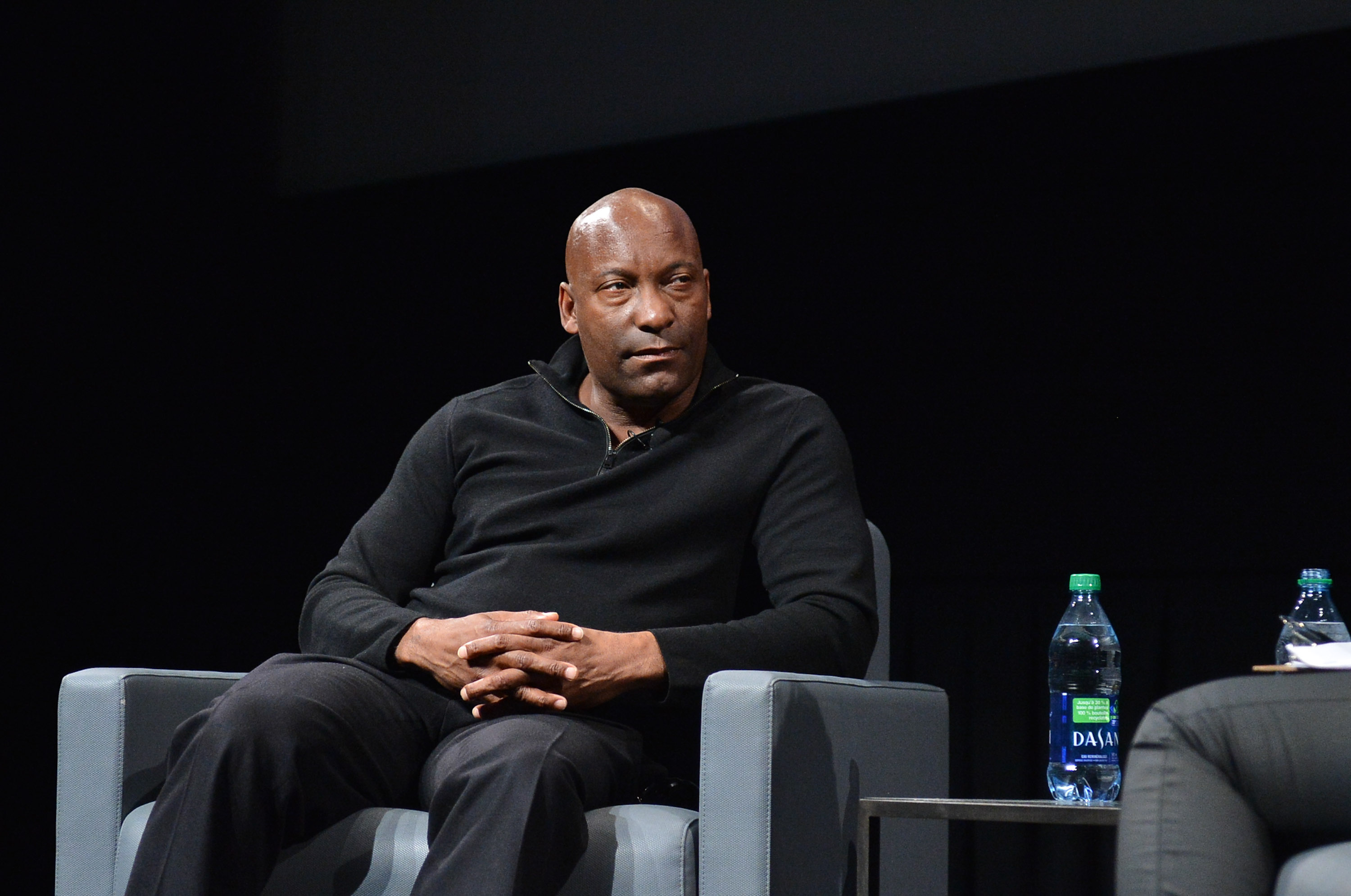
Le co-créateur, réalisateur du pilote, également producteur exécutif de la série, John Singleton, ici en février 2013.

### Développement
En avril 2014 est annoncée par la chaîne à péage Showtime,, le développement du projet de série, qu'elle a finalement abandonnée.
Le 1er mai 2015, la chaîne FX reprend le projet de série avec la commande d'un pilote, filmé par John Singleton, le réalisateur du film culte Boyz N the Hood.
Le 30 septembre 2016, FX annonce la commande de la série avec une première saison de dix épisodes,.
Le 9 août 2017, FX annonce la reconduction de la série pour une deuxième saison,.
Le 19 septembre 2018, la série est renouvelée pour une troisième saison.
Le 6 août 2019, la série est renouvelée pour une quatrième saison.
Une cinquième saison est commandée le 23 mars 2021.
La sixième saison, qui sera la dernière, a été commandée le 5 avril 2022.

## Épisodes

### Première saison (2017)
1. Premiers pas (Pilot)
2. Examen de passage (Make Them Birds Fly)
3. Dérapage (Slow Hand)
4. Traumatismes (Trauma)
5. 4 juillet (seven-four)
6. Nouvelle équipe (A Long Time Coming)
7. Crack (Craking)
8. Prime de risque (Baby Teeth)
9. Le Business c'est la base (Story of a Scar)
10. La Naissance d'un caïd (The Rubicon)

### Deuxième saison (2018)
Elle est diffusée depuis le 19 juillet 2018.
1. Remaniement (Sightlines)
2. La Rencontre (The Day)
3. Le Pacte (Prometheus Rising)
4. Meilleurs vœux (Jingle Bell Rock)
5. Nid de serpents (Serpiente)
6. La Proposition (The Offer)
7. Un empire (The World Is Yours)
8. Goût de cendre (Surrender)
9. Répercussions (Aftermath)
10. L'Épreuve (Education)

### Troisième saison (2019)
Elle est diffusée depuis le 10 juillet 2019.
1. Protéger et détruire (Protect and Swerve)
2. L'Affrontement (The More You Make)
3. Valise de cash (Cash and Carry)
4. Descente (The Game that Moves As You Play)
5. Pièges (The Bottoms)
6. Confessions (Confessions)
7. Les poches remplies de crack (Pocket Full of Rocks)
8. Trahison (Hedgehogs)
9. Blackout (Blackout)
10. Nouvelle donne (Other Lives)

### Quatrième saison 4(2021)
Elle est diffusée depuis le 24 février 2021.
1. Réouverture (Re-Entry)
2. Le Plan (Weight)
3. Descente aux enfers (All the Way Down)
4. Rêves de grandeurs (Expansion)
5. Cavale (The Get Back)
6. Fais tes prières (Say a Little Prayer)
7. Pour le bien des nôtres (Through a Glass, Darkly)
8. Trahison (Betrayal)
9. Mises au point (Sleeping Dogs)
10. Exil (Fight or Flight)

### Cinquième saison (2022)
Elle est diffusée depuis le 23 février 2022.
1. Projets (Comets)
2. Engagement (Commitment)
3. La Guerre des prix (Lions)
4. Le retour (Revolutions)
5. L'Iliade, 1re partie (The Iliad: Part 1)
6. L'Iliade, 2e partie (The Iliad: Part 2)
7. Terrain d’entente (Lying in a Hammock)
8. Célébration (Celebration)
9. Départs (Departures)
10. Désillusion (Fault Lines)

### Sixième saison (2023)
Cette dernière saison de dix épisodes est diffusée depuis le 22 février 2023.
1. Répercussions (Fallout)
2. Médiations (The Sit Down)
3. D’un monde à l’autre (Door of No Return)
4. Nouvelle Règle (Projects Boy)
5. l’Ivoire et l’Ébène (Ebony and Ivory)
6. Jungle en Béton (Concrete Jungle)
7. Charnel House (Charnel House)
8. Règlement de comptes (Ballad of the Bear)
9. Sacrifice (Sacrifice)
10. La Chute (The Struggle)

## Article annexe
- Psychotrope au cinéma et à la télévision